# Tennant Company
Tennant Company (TNC:NYQ) è una multinazionale con circa 3000 impiegati e si occupa di prodotti e soluzioni per il mondo della pulizia professionale. L'azienda è quotata alla Borsa di New York.
La compagnia è presente nel mondo in diverse aree geografiche: Nord America, America Latina, Europa, Medio Oriente, Africa e Asia Pacifica.
L'azienda nasce nel 1870 a Minneapolis come segheria, fondata da George H. Tennant. Viene poi incorporata nel 1909.
Tennant è leader nel mercato statunitense per le attrezzature di pulizia.
Nel 2014 Tennant è stata inserita nella lista delle "100 Compagnie più Affidabili in America" stilata dalla rivista Forbes.
Nel 2017 Tennant annuncia l'acquisizione del IPC Group, azienda produttrice di prodotti per la pulizia professionale con sede in Italia.